# Gull Wieselgren
Gull Wieselgren, född 1920, död 1984, var en svensk friidrottare (kastgrenar). Hon tävlade för Norrköpings Kvinnliga IK. 
Wieselgren blev gymnastiklärare i Arboga 1945 och gifte sig samma år med Åke Arbrink (1905–2003). Under namnet Gull Arbrink slog hon nytt västmanlandsrekord i kula 1946 med ett kast på 10,68 meter.